# Vaginatispora
Vaginatispora is een geslacht van schimmels behorend tot de familie Massarinaceae. De typesoort is Vaginatispora aquatica.

## Soorten
Volgens Index Fungorum telt het geslacht acht soorten (peildatum april 2022):
| Soortnaam                      | Auteur(s)                                                                        | Publicatiejaar |
| ------------------------------ | -------------------------------------------------------------------------------- | -------------- |
| Vaginatispora amygdali         | A. Hashim., K. Hiray. & Kaz. Tanaka                                              | 2018           |
| Vaginatispora appendiculata    | Wanas., E.B.G. Jones & K.D. Hyde                                                 | 2016           |
| Vaginatispora aquatica         | K.D. Hyde                                                                        | 1995           |
| Vaginatispora armatispora      | (K.D. Hyde, Vrijmoed, Chinnaraj & E.B.G. Jones) Wanas., E.B.G. Jones & K.D. Hyde | 2017           |
| Vaginatispora microarmatispora | Devadatha, V.V. Sarma & E.B.G. Jones                                             | 2017           |
| Vaginatispora nypae            | Jayasiri, E.B.G. Jones & K.D. Hyde                                               | 2019           |
| Vaginatispora palmae           | S.N. Zhang, J.K. Liu & K.D. Hyde                                                 | 2019           |
| Vaginatispora scabrispora      | A. Hashim., K. Hiray. & Kaz. Tanaka                                              | 2018           |